# Szkło awenturynowe

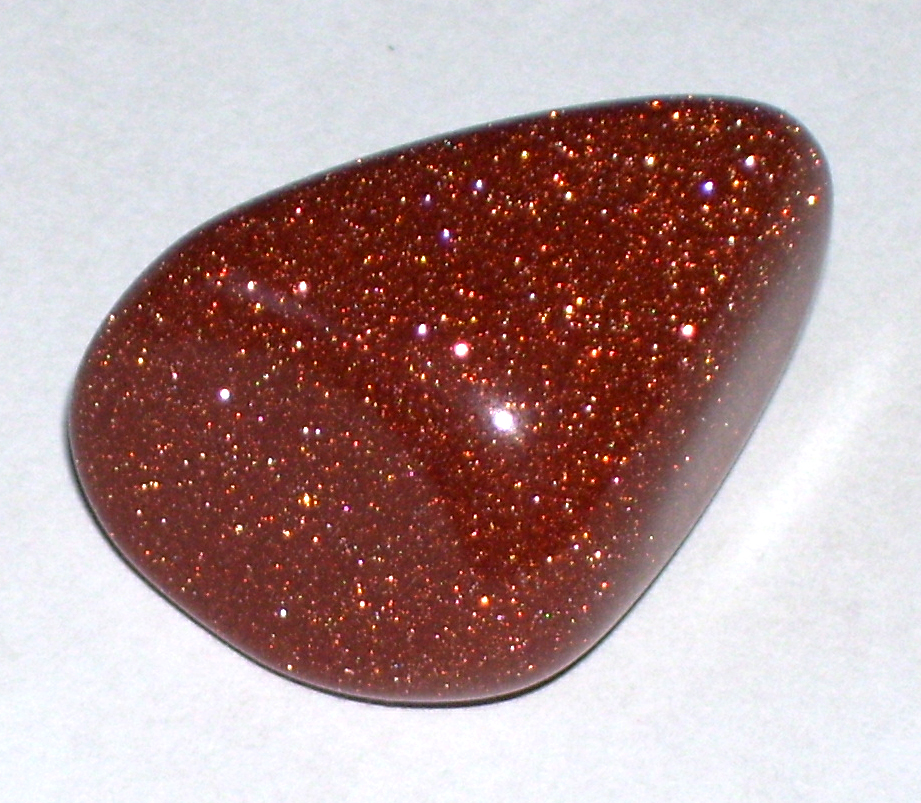
Piasek pustyni – szkło z kryształkami miedzi

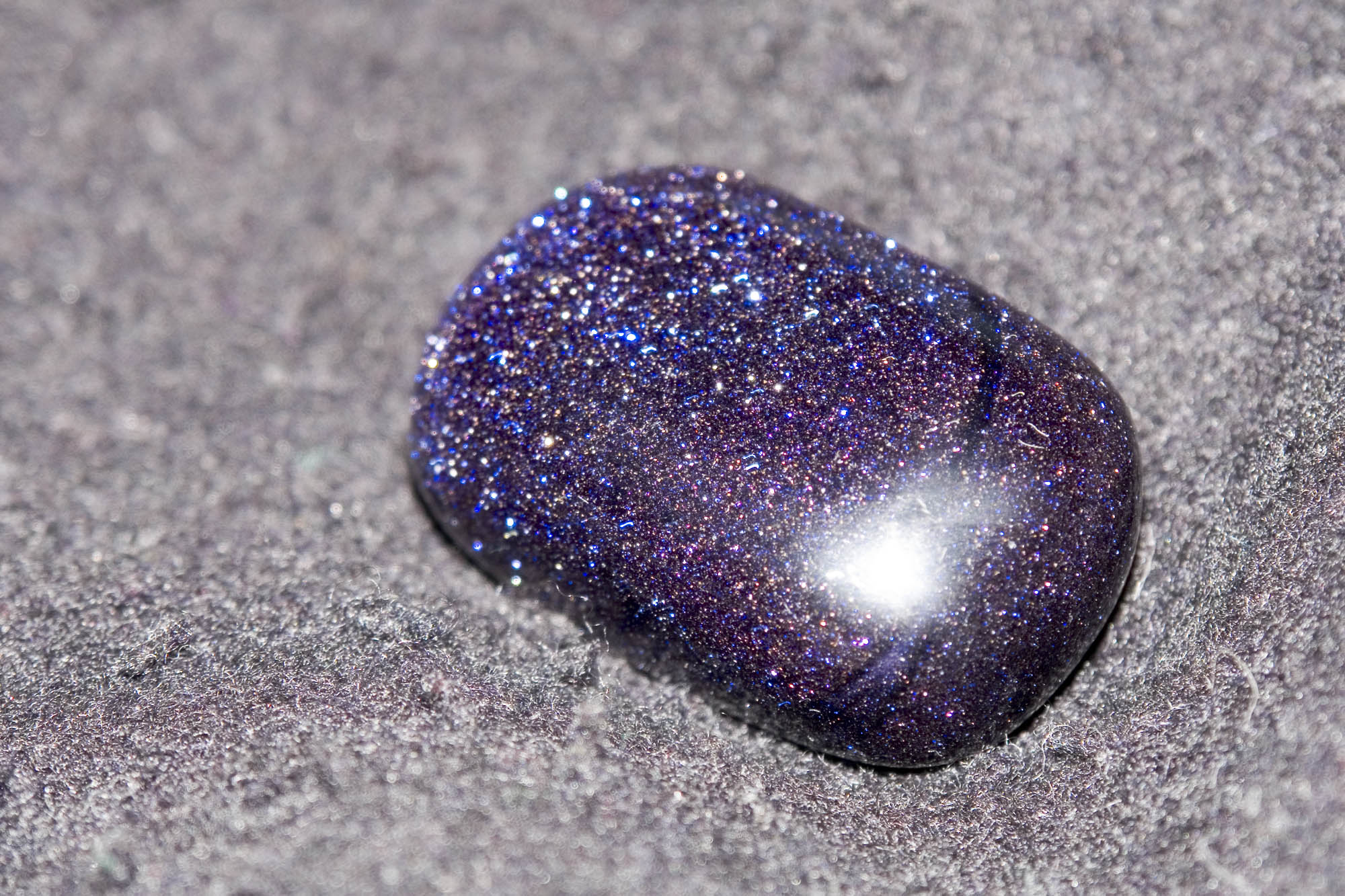
Niebieska odmiana szkła awenturynowego

Szkło awenturynowe nazywane także kamieniem tysiąca słońc (ang. Goldstone, Goldglass, niem. Goldfluss, Goldichte) – rodzaj syntetycznego szkła o kolorze połyskującego brązu używany do wytwarzania ozdób. Materiał ten nie występuje w przyrodzie, jest wytwarzany sztucznie.
Historia tego syntetyku sięga XVII-wiecznej Wenecji, gdzie rodzina Miottich otrzymała go po raz pierwszy, uzyskując jednocześnie wyłączne prawo do produkcji. W XIX w. szkło awenturynowe zyskało popularność jako jeden z głównych syntetyków używanych w produkcji przycisków do papieru. Było też wytwarzane w śląskich hutach szkła.
Pierwotnie wytwarzane było przez dodanie opiłków miedzi lub żelaza do stopionej masy szklanej, a następnie powolne jej ostudzenie bez dostępu powietrza. W późniejszych czasach opracowano technologię tworzenia przesyconego roztworu tlenku metalu (np. miedzi lub chromu) w szkle i studzeniu w atmosferze redukującej, co powodowało wytrącanie się kryształów metalu wystarczająco dużych, by mogły odbijać światło i dawać efekt skrzenia się. Przykładowe proporcje składników zielonego szkła awenturynowego to 8 części wagowych sody, 15 – potażu, 45 – tlenku ołowiu, 23 – boraksu, 5 – saletry i 25 tlenku chromu na 100 części piasku kwarcowego.
Użycie tlenku miedzi daje kamień czerwony, tlenku niklu(II) i tlenku manganu – ciemnogranatowy lub czarny. Ewentualne użycie kobaltu powoduje zmianę barwy na ciemnoniebieską z zachowaniem struktury krystalicznej materiału.
Handlowa nazwa złotoczerwonego, miedziowego szkła awenturynowego to piasek pustyni; odmiana ciemnoniebieska nazywana jest nocą Kairu, odmiana ciemnozielona nazywana jest szmaragdem Nilu.